# 磯光雄
磯 光雄（いそ みつお、1966年 - ）は、日本のアニメーター、アニメーション監督。愛知県生まれ。ネオメディア、スタジオ座円洞を経てフリー。別名義として小田川 幹雄、贄田 秀雄などがある。

## 来歴
大学中退後、1980年代半ばからアニメーターとして活動を始める。ネオメディアに出入りするがフリーになり、その後、キャラクター作画の修行のためにスタジオ座円洞に入る。
1988年公開の映画『機動戦士ガンダム 逆襲のシャア』にメカニック作画監督と原画で参加。テレビシリーズに参加していた流れでサンライズの制作デスクの高森宏治から原画に誘われて会社を通さずに小田川幹雄の名義で参加、その後メカ作監も担当することになった。さらに高森から人手不足なので所属スタジオを紹介して欲しいと頼まれたため、彼自身が座円洞の社長に話を持って行った。その結果、ペンネームの小田川幹雄（作画監督と原画）と本名の磯光雄（原画）の両方の名前でクレジットされることになった。
1989年発売のOVA『機動戦士ガンダム0080 ポケットの中の戦争』で原画を担当し、アニメ業界関係者やファンにその存在を強く印象付けた。巨大兵器としてのモビルスーツの恐ろしさを、見上げるようなカメラアングルや作画、エフェクトで表現し、これに加えて爆風や空気抵抗による2次的な影響まで描写した。特に画面内に起きうることを想像して積み重ねる作画思想は、後のリアル系作画に大きな影響を与えた。また、この作品では「磯爆発」と呼ばれ、以降広まっていく爆発エフェクトが顕著に見られる。監督の高山文彦とメインデザイナーの出渕裕からは初めてデザインをする機会を与えられ、メカや軍の個人装備の一部を担当した。
1989年のOVA『EXPLORER WOMAN RAY』に匿名で参加。『ポケットの中の戦争』第1話を見たAICに誘われ、第4話制作までの間に参加した。この頃は座円洞を離れてスタジオ絵夢に籍を置いていた。
1990〜92年頃、スタジオジブリに籍を置く。テレビスペシャル『雲のように風のように』（1990年）での仕事を見たジブリの宮崎駿から直接スカウトされたという。ジブリ作品では、宮崎がプロデューサーを務め高畑勲が監督した『おもひでぽろぽろ』（1991年）、宮崎が監督した『紅の豚』（1992年）、そして若手中心の『海がきこえる』（1993年）で原画を担当した。初めて関わった『おもひでぽろぽろ』では、主に主人公・タエ子の子供時代の原画を担当した。
1991年公開の大友克洋原作の映画『老人Z』で、監督を務めた北久保弘之から抜擢される形でメカニック作画監督に誘われる。しかし、同年公開の『おもひでぽろぽろ』に参加するためにシナリオ段階で抜けたため、作画などの実制作には携わっていない。そして『おもひでぽろぽろ』制作中に北久保からの依頼を受けて追加デザインを担当したが、結局、部分的なデザインという形でしか参加できなかった。
1993〜94年頃、マッドハウスのOVA『ファイナルファンタジー』（1994年）の仕事のために上海に4ヶ月ほど住んでいた。
1995年、大友克洋が製作総指揮と総監督を務めたオムニバスアニメ映画『MEMORIES』（1995年）に参加。ジブリを辞めた後に知り合った森本晃司からSTUDIO 4℃経由で連絡が来て、森本が監督するEpisode. 1「彼女の想いで」で小道具を担当した。また森本の『音響生命体ノイズマン』（1997年）の企画打ち合わせにも参加した。
『新世紀エヴァンゲリオン』のテレビシリーズ（1995〜1996年）および旧劇場版（1997年）に参加。アニメーターとしての代表的な仕事の一つで、テレビシリーズでは各話の原画を描いたほか、脚本や設定、デザインも手掛けた。また企画段階初期から参加することが出来た数少ない作品であり、脚本などの名前をクレジットされている仕事以外にも、シリーズ構成や作品全体に関わる設定の数々など、多岐に渡ってアイデアを提供している。
最初はアニメーターとして声を掛けられたが、それ以外の仕事にも自ら積極的に食い込んで行き、様々な役職で作品全般に関わった。初作画打ち合わせの後すぐに脚本や絵コンテを読ませてもらい、色々意見を言いつつ自身の脚本を監督の庵野秀明にアピールして採用された。その時点では、中盤以降は各話のサブタイトル以外ほとんど何も決まっていなかったので、庵野の許可を得て様々なアイデアやストーリー展開を考えた。具体的には、第19話「男の戦い」に至るまでの後半の主人公シンジの心の動きとそれにまつわる様々な展開、そのあとから最終話までの展開などである。クレジットされていないものの、脚本担当話以外に後半第19話までのストーリーライン、第21話「ネルフ、誕生」と第24話「最後のシ者」のプロット、エヴァンゲリオンと戦略自衛隊の戦い、そして各話の細かなアイデアなどが採用された。
アニメーターとしては、テレビシリーズの第1話「使徒、襲来」の使徒と国連軍との市街戦とシンジとミサトの出会いのシーンや、第19話の覚醒したエヴァ初号機が使徒を捕食するシーン、旧劇場版のアスカのエヴァ弐号機とエヴァ量産機のアクションシーンといった有名なシーンの原画を担当している。そのほか、脚本と設定補の役職で第13話「使徒、侵入」に参加。脚本は薩川昭夫と庵野秀明と連名で担当した。磯が仕上げた脚本の分量が通常の倍以上あったため、メインライターの薩川がまとめ直し、庵野が手を入れることで決定稿となった。磯にとってはこれが脚本デビュー作となる。設定補としては、第13話およびそれ以降の話数に登場するネルフ本部の地下施設のイメージボード、地下の巨人リリス、ゼーレの紋章などのデザインと設定を手掛けている。
1995年公開の映画『GHOST IN THE SHELL / 攻殻機動隊』に押井守の指名で参加。原画のほか、銃器デザイン全般を担当し、「銃器設定」という新しい役職を確立しようとしていた押井監督を手伝った。原画では、主人公・草薙素子と多脚戦車の博物館での銃撃戦を担当した。
鶴巻和哉監督の『フリクリ』（2000〜2001年）に原画として参加。また、1998年頃にはその前段階の企画を半年ほど鶴巻と一緒に練っていた。しかし、キャラクターの名前やアイデアの一部は『フリクリ』に生かされたものの、その企画自体は実現しなかった。
2000年公開の映画『BLOOD THE LAST VAMPIRE』に参加、アクション的なクライマックスを担当した。日本のデジタルアニメ制作の流れの発端となったこの作品で、磯は自身の原画パートを全ての工程込みで担当することを監督の北久保弘之に直訴して、撮影とビジュアルエフェクト（特殊効果）も兼任した。人物の芝居やクリーチャーの生物的な描写などの原画を描いたほか、映像加工ソフトのAfter Effectsをほとんど独学で勉強しながら作業を行い、デジタルでの撮影処理まで手掛けた。
2002年のテレビアニメ『ラーゼフォン』にデジタルワークスとして参加。撮影や特殊効果、CGなどを駆使し、シリーズを通じて作画や美術に手を加えた。撮影では演出との中間の立場に立って作業の割り振りをした。制作初期はシナリオ打ち合わせがあまり進まなかったので、既にあった材料を組み立てた構成案を提案したり、シナリオの案出しに顔を出したりしていた。また、第15話「子供たちの夜」では一人で脚本・絵コンテ・演出を担当、一部原画や撮影も手掛けた。作品への参加は自分から制作会社のボンズに掛け合った。一話を丸ごと手掛けることは事前に監督の出渕裕に申告し、それを前提に参加を決めたという。
2003年公開の実写映画『キル・ビル』のアニメパートに作画で参加。
2007年、テレビアニメ『電脳コイル』で監督デビュー。原作と全話の脚本も手掛け、SF作家として日本SF大賞や星雲賞を受賞した。「電脳メガネ」というウェアラブルデバイスが普及した202x年の日常を描き、後のXRアーティストに多大な影響を与えた。2000年頃から考えていた企画で、実現までに7年かかった。当初、個人の伝手で色々な人や制作スタジオ、企画会社に企画書を持ち込んでいたが、なかなか条件やタイミングが合わず、実現には至らなかった。そんな中でジブリの近藤勝也に紹介してもらった徳間書店の三ツ木早苗プロデューサーから快諾を得て企画がスタートした。制作現場が見つからず苦労したが、最終的に丸山正雄プロデューサーの助けによりマッドハウスで制作させてもらうことになった。
2016年、雑誌『アニメスタイル』の連載記事において、オリジナルアニメ『レユニオンの海賊とドードー鳥』と『地球外少年少女』の企画書を公開。同年7月8日、サプライズ出演したパリのJapan Expo2016において、長編アニメ映画『Les Pirates de la Reunion Le Reveil des dodos』（レユニオンの海賊とドードー鳥）の制作を発表。日仏のスタッフからなるフランスのアニメスタジオのYapiko Animationと組んで企画が進みかけていたが、『地球外少年少女』の企画の方が先に実現してしまい、そのままお蔵入りとなっている。
2017年公開の映画『ひるね姫 〜知らないワタシの物語〜』で久しぶりに作画のオファーを受け、フルデジタルの環境での制作に興味があったので参加を決めた。
2021年10月、XR（VR/AR/MR）コンテンツを募るグローバルアワード「NEWVIEW AWARDS 2021」の審査員に就任。
2022年1月28日、15年ぶり、2作目の監督作品『地球外少年少女』がNetflixで世界独占配信され、日本では全6話を前編・後編の2本にまとめたものが劇場公開された。同作では、原作・脚本・監督を務めているほか、撮影でもクレジットされている。
2022年3月、第16回小学館ライトノベル大賞にゲスト審査員として参加する。

## 人物
1990年代以降の日本のアニメの表現をいくつも変えた卓越した手腕を持つアニメーター。またアニメ監督としても、科学的先見性と先進的な世界観、日常世界の延長線上に未来を見せる巧みなストーリーテリング、魅力的なキャラクターアニメーションで知られる。
アニメーターとして多くの作品に参加、様々な名シーンを手掛け、徹底的にこだわったハイレベルな作画スタイルで業界に革新をもたらした。爆発、美術、空間の使い方など、アニメを形作っている記号の使い方を何度も変えてきた。先鋭的かつ独創的なその仕事は多くのアニメファンやクリエイターに支持され、彼が生み出した新たな表現は後の作品に多大な影響を与えている。
1980年代の後半から原画マンとして活躍し、80〜90年代を通じて"リアルアニメ"を牽引してきたアニメーター。90年代の日本のアニメにおいて「リアル」志向の作画表現が成熟した時期にその中核を担ったアニメーターのひとりであり、アニメの新たな表現を開拓し、メカニックの重量や質の表現、爆発や煙炎などのエフェクト、重量のある動きが感じられる人物描写など、「リアル」と評されるアニメーション作画を作り上げた。70年代のアニメ表現の模倣やアレンジに終始していた時代に突然変異のように登場し、「アニメーションの作画とは単にディテールの遊びではなく、作品の表現のための作業である」という原点に立ち返って「頭の中でイメージしたものをいかに画面に定着させるか」という事に再び力を注ぎ始めた。アニメーターの井上俊之曰く「漫画の世界に大友克洋以前以後という語られ方があるようにアニメは磯光雄くん以前以後に分けられるくらいのショックを与えた」。また、金田伊功、板野一郎、庵野秀明と進化してきたメカアニメーターの歴史で、次のエポックとなったとも言われる。
また、いちアニメーターにとどまらず、宮崎駿、高畑勲、富野由悠季、庵野秀明、押井守、大友克洋といった作家性の強い監督たちの下、様々な職務で手腕を振るい、その作品を支えてきた。そしてその過程で、作品ごとに脚本、撮影、ビジュアルエフェクト、演出と次々に異なる職種に挑戦し、また時代が進むごとに新しい作画ツールも試して、独自の映像を作る方法を身につけてきた。デジタル技術も業界の中ではいち早く積極的に導入した。
監督の要求以上のアイデアを盛り込むという意味では、とても演出家的なアニメーターで、『フリクリ』監督の鶴巻和哉は、「発想はユニークでアイデアも豊富だが、ただの一スタッフには収まりきらず、結果として他人の作品を自分の色に染めてしまうところがある」と評している。また、一緒に仕事をしていた当時から「早く監督をやるべきだ」と言っていた一方で、「表現したいことに対して決してあきらめないので、強力な制作会社でないと彼をコントロールしきれないだろうと思っていた」とも語っている。井上俊之は「作品全体を作るためのアイデアをビジュアル面も含めてひとりで産み出せる監督であり、そういう人を他に探すと宮崎駿くらいしか思いつかない」と述べている。
監督としては、初監督作の『電脳コイル』で原作・脚本・監督を兼任し、多くの賞を受賞した。磯の初監督の話を聞いた『ポケットの中の戦争』監督の高山文彦は、「磯は演出の才能もあるから、もっと早くやると思ってた。もう10年早くやっていたら、それこそ庵野秀明くんや宮崎駿さんみたいな感じで名を成していた」と述べた。一方、『ラーゼフォン』監督の出渕裕は、「彼の資質やパーソナリティを考えると、やりたいことをやれるのは（初期の）新海誠くんみたいな個人作家の道なのかもしれない」と語っている。
ガンダムシリーズのようなメカフェチ的な科学賛美の作品に参加する一方で、自然礼賛のジブリ作品への参加経験もあるが、本人は「ガンダムもジブリも両方好きなので特に矛盾は感じていない」という。また、子供の頃に見たアニメとして『未来少年コナン』と『機動戦士ガンダム』を挙げている。『コナン』については、「神風特攻的な死に様を描いて感動させることが流行していた時代に、誰かを救出したり人が死ななくて安堵したりするストーリーで感動したのは初めてで、1つの原体験になった」と述べている。『ガンダム』については、「一見、そうは見えなくても裏には膨大な情報が積み重ねられていて、それが物語を面白く見せていた。そのことが、理解は出来なくても見ていた小中学生にも伝わった。そういう作品を自分も目指している」と語っている。
磯の作品はSF（サイエンス・フィクション）というジャンルに分類されることが多いが、本人はあまりそれに縛られたくないという。優先されるべきは正確な考証よりもエンターテインメント性であり、見ている人が楽しめるのならファンタジーでもSFでも構わないという。あくまでフィクションの中の未来というのは「言い当てる」ことよりも、今現在の人が見て面白いか、いかに想像力が膨らむかということが大事であり、「将来実現できるかどうか」についてはあまりこだわらないようにしている。
オカルトを「ワクワクする話の種」として好んでいる。最初から嘘だとわかっていることを与太話として正しく楽しめるという点では、漫画やアニメといったフィクションと同じだと考えている。現実には偽りの事実で騙されたり他人にそそのかされたりして苦しむ人がいるのはわかっているが、一方で人間の性としてそういうものに惹きつけられることは避けられないという諦めのようなものもある。そこで、そうならないためにも、まずはオカルトをフィクションとして楽んで耐性をつける習慣が広がればいいと思っている。
アニメは絵であり、全てウソでできているのは作り手も観客も分かっている。それでも感情移入して没入できるのがアニメの力であり、必要なのは「リアル」ではなく「リアリティ」だと考えている。観客の多くは厳しい現実を知りたいわけではなく、それを忘れて、現実では得がたいものを得たくてアニメを見ているので、そこは見失わないようにしようと思うと語っている。
商業アニメは、動きの要所を描いた原画とその間に挟まれた何枚かの「中割り」から成るが、独学でパラパラ漫画式に順を追って動きを描くことしかやっていなかったためにその区別がつかず、仕事を始めた当初は困惑したという。

## 作風
携わった作品のジャンルや仕事内容は多岐に渡り、それぞれの分野で才能を発揮している。特徴的なのは、各セクションの枠を横断して新たなアニメ表現を開拓したこと。作品作りに対する尋常でないこだわり方で有名だが、「自分のために作品をつくる芸術家」ではなく「観た人を喜ばせたいサービス業の人間」であるため、作品において優先されるのは芸術性ではなくエンターテインメント性。

### アニメーターとして
吉田健一曰く「複雑な構造でも自在に動かすことが出来る脳内の運動神経が異常に発達した人」。
目指すべきゴールを見据え、科学的な合理性をもってその到達点から逆算してメカニズムを徹底分解して作画するスタイルで、理系的な徹底した観察眼から動きのリアリティが生まれる。
リアルで写実的な描き方だが、それ一辺倒ではなく、絵が動く面白さの追求と外連味やアニメ的な格好良さは決して捨てないため、アニメーションとしての魅力が損なわれることはない。また、リアルな作画を追い求めた反動で2000年代以降は少し漫画アニメに戻ろうとしており、あまり見かけなくなった漫画的な表現もあえて作品に取り入れている。
これまでのアニメ作画とは別のところから発生したかと思うほど全てがオリジナルで独自性が強い。井上俊之と今石洋之曰く「他のアニメーターが真似したくなるアニメーター」。磯の破片や爆発の描き方は皆こぞって真似したため、その後はそれが当たり前になった。磯は、飛び散る土くれや岩などをその細かい断片をシルエットでまとめることでひと塊に見えるように描き始めた。また、煙や爆発のような抽象的で捉えどころのないものでも三次元的に動かせるということを日本で最初にアニメの原画で表現し始めた。そして、例えば爆発を描くにしても、原画として要求された爆発だけを描くのではなく、それによって起こる衝撃波で後方の車両まで転がったりする「演出」的な作画を行なうことで、その空間全体を丸ごと描こうとする。
作画においては、全ての動きを原画で描いてコントロールしようとする。その上、画面に見えないところまで表現しようとする。磯が生み出した「フル3コマ」とは、3コマの動きを中割りなしで全て原画で描けば、描きたい動きのほぼ全てが表現できるという考え方。この手法を用いた磯の作画シーンは、当時、原画のコピーがアニメーターの間で回覧されるほどの衝撃を業界にもたらした。これはアニメーターの立場で映像を統御するための手法で、そこには全部原画で描いてしまえばタイムシートを演出に修正されないという計算があった。思いついたきっかけは、3コマで描いたシーンが中割りを増やされて1コマのフルアニメーションに修正された結果、むしろ迫力が落ちて失敗したように見えしまったことだった。その時、「中割りを増やしただけのフルアニメより、日本が培ってきた3コマ撮りのリミテッド表現の方が見る者の想像力を引き出す効果があるのでは」と気づいた。
原画だけでなく、レイアウト・脚本・絵コンテ・演出などの各工程をセクションの枠を超えて手掛け、本来は分割されている職種を横断的に統括している。
デジタルアニメの時代に入ると、撮影まで手掛けるようになり、After Effectsを使って様々な特殊効果や作画した破片などの動きをデジタルコピーで増やして使う手法などを開発した。そのやり方は多くの後進アニメーター、特にWeb系アニメーターたちに強い影響を与えた。撮影を始めた理由は、作画は線画を描き終われば、あとはその後の工程に託すことしかできないが、撮影までやれば自分自身の手で画面を完成させられるからである。
手ブレ風カメラワークは、全て磯自身がAfter Effectsで付けている。セルアニメ時代のまだ手描きの原画だった頃には、紙に書いた目盛りを撮影担当者に渡して指示していた。
『地球外少年少女』では、3D背景やメカなどの3DCG表現だけでなく、作画（2Dアニメーション）にも3DCG製作ソフトウェアのBlenderを積極的に用いた。

### 監督として
音響以外はほとんど全ての工程で作品に携わり、全体を自分の好みに染め上げるところが特徴。制作現場は時間との戦いであるため、分業制が一般的だが、互いに不干渉とするよりも前後の工程を意識しながら作業を進めた方が確実に全体のクオリティは上がるはずという意識が磯には貫かれている。
この制作スタイルは商業アニメーションでは珍しく、脚本・絵コンテからレイアウト・作画まで一貫して行っている点では宮崎駿監督の『未来少年コナン』に、それに撮影が加わった画面作りまで含めたトータリティという点では新海誠監督の個人制作作品『ほしのこえ』に近い。
一般的にアニメーター出身の監督は作画の見栄えだけに囚われがちだが、磯の場合は作画へのこだわりはどうすれば面白くなるかというところにあり、自分なら作画で無理なことをしなくても面白いものが作れると考えている。ただし、一方でシナリオをやるようになってからセリフや展開の方にばかり注力して見せ場となる派手な作画が少なくなったことを反省している。アニメーターとしては人物の動きの描き方が優れているが、監督作で大事にするのはそれよりもキャラクターの表情で、怒っている表情でもあきれているなど微妙な別のニュアンスを含ませている。
アニメーター出身の監督には珍しく、脚本作りや企画の際にはイメージボードや絵コンテではなく、コンテを文字で書いた「字コンテ」で発想する。物語のバリエーションは出来るだけたくさん作る。様々なパターンのプロットを書いてすべて検証してみることで、自分でも思いもよらなかった展開を探り、自分が観客として面白いと思える内容になっているかを判断する。アイデアが多すぎて困るタイプで、入り切らないくらいの要素を思い付き、それを捨てながら作っていく。
制作の最終工程である撮影で画面のコントロールを行い、映像的な完成度を決定する。自分で描いたり各制作部門から上がってきたりした素材の合成だけでなく、エフェクトの追加や作画の調整といった演出的な判断も含む作業など、最終的な画づくりはすべてAfter Effectsによるコンポジットワークで制御している。
音楽制作でも、主題歌や劇伴の作曲家と納得行くまで議論を繰り返す。

## 作品

### 監督作品
- 電脳コイル（2007年） - 原作・監督・脚本・絵コンテ・デジタルエフェクト・美術設定・原画・キャラクターデザイン原案[90]
- 地球外少年少女（2022年） - 原作・監督・脚本・絵コンテ・演出・撮影・デザインワークス・設定考証・キャラクターデザイン原案[90]

#### 制作中断
- Les Pirates de la Reunion Le Reveil des dodos（レユニオンの海賊とドードー鳥） - 原作・監督

### 参加作品

#### テレビアニメ
- 機動戦士Ζガンダム（1985年） - 動画
- 忍者戦士飛影（1985年） - 原画（35話、40話）
- 機動戦士ガンダムΖΖ（1986年） - 原画
- マシンロボ クロノスの大逆襲（1986年） - 原画（18話、38話）
- The Centurions（1986年） - 原画
- 機甲戦記ドラグナー（1987年） - 原画（29話、32話、36話）
- ゲゲゲの鬼太郎 第3作（1987年） - 原画（97話、99話、102話、104話）
- トランスフォーマー 超神マスターフォース（1988年） - 原画（6話、12話、18話、24話）
- 超音戦士ボーグマン（1988年） - 原画（18話）
- 魔神英雄伝ワタル（1988年） - 原画（27話）
- ピーターパンの冒険（1989年） - 原画（20話）[注釈 39]
- 雲のように風のように（1990年） - 原画
- 海がきこえる（1993年） - 原画
- 新世紀エヴァンゲリオン（1995年） - 脚本（13話)、設定補（13話、15話）、原画（1話、19話、ビデオフォーマット版21話の追加シーン、ビデオフォーマット版25話）[24]
- るろうに剣心 -明治剣客浪漫譚-（1996年） - OP原画
- ラーゼフォン（2002年） - 脚本（15話）、デジタルワークス、CGI（2話、3話）、AE／特効（4〜10話、12話、14〜26話）、絵コンテ（15話）、演出（15話）、原画（2話、15話）、動画（15話）
- 魔法遣いに大切なこと〜夏のソラ〜（2008年） - 原画
- ROBOTICS;NOTES（2012年） - 原画
- ローリング☆ガールズ（2015年） - 原画（6話）[注釈 40]
- ルパン三世 イタリアン・ゲーム（2016年） - 原画（OP）
- アトム ザ・ビギニング（2017年） - 原画（OP）

#### 劇場アニメ
- 機動戦士ガンダム 逆襲のシャア（1988年） - 作画監督[注釈 41]、原画[注釈 42]
- おもひでぽろぽろ（1991年） - 原画
- 老人Z（1991年） - メカニックデザイン
- 紅の豚（1992年） - 原画
- 走れメロス（1992年） - 原画
- かっ飛ばせ!ドリーマーズ 〜カープ誕生物語〜（1994年） - レイアウト協力、原画[注釈 43]
- ユンカース・カム・ヒア（1995年） - 原画[注釈 41]
- GHOST IN THE SHELL / 攻殻機動隊（1995年） - 銃器デザイン、原画
- MEMORIES Episode. 1 彼女の想いで（1995年） - 小道具（銃器・メカなど）デザイン、イメージボード（一部）
- 新世紀エヴァンゲリオン劇場版 Air（1997年） - 原画
- パーフェクトブルー（1998年） - 原画
- デジモンアドベンチャー（1999年） - 原画[注釈 41]
- BLOOD THE LAST VAMPIRE（2000年） - 原画、ビジュアルエフェクト
- BLOOD THE LAST VAMPIRE パイロット版（2000年） - 原画
- COWBOY BEBOP 天国の扉（2001年） - デジタルワークス[注釈 41]
- ラーゼフォン 多元変奏曲（2003年） - デジタルワークス
- スチームボーイ（2004年） - 設定開発
- 宇宙ショーへようこそ（2010年） - 原画[注釈 41]
- ジョバンニの島（2014年） - 原画[注釈 39]
- 花とアリス殺人事件（2015年） - 作画協力[注釈 44]
- ひるね姫 〜知らないワタシの物語〜（2017年） - 原画

#### 実写映画
- キル・ビル Vol.1（2003年） - 原画（アニメパート）

#### OVA
- 機動戦士ガンダム0080 ポケットの中の戦争（1989年） - 原画（1話、4話、5話、6話）、メカ設定、MSデザイン（ドラケンE）[91][92][93]
- EXPLORER WOMAN RAY（1989年） - 原画（1話）、メカ設定[94]
- 御先祖様万々歳!（1989年） - 原画（4話、6話）
- 冥王計画ゼオライマー（1989年） - 原画（4話）[注釈 39]
- THE八犬伝（1990年） - 原画（1話）
- 帝都物語（1991年） - 原画（2話）[注釈 43]
- 夢枕獏 とわいらいと劇場 「骨董屋」（1991年） - 原画
- ジョジョの奇妙な冒険（1993年） - 原画（13話[注釈 45]）
- ファイナルファンタジー（1994年） - エフェクト作画監督、原画[注釈 43]
- ジャイアントロボ THE ANIMATION -地球が静止する日（1994年） - 原画（5話）
- おいら宇宙の探鉱夫（1994年） - 原画（2話）
- 超時空世紀オーガス02（1995年） - 原画（5話）
- GOLDEN BOY さすらいのお勉強野郎（1995年） - 原画（OP、4話、6話）[注釈 39]
- 音響生命体ノイズマン（1997年） - 企画[注釈 39]
- 電脳戦隊ヴギィ'ズ★エンジェル（1997年） - 原画（3話）[注釈 41]
- 青の6号（1998年） - 原画（1話）
- フリクリ（2000年） - 原画（6話）
- わーなびっ.jk（2013年） - 原画[注釈 39]
- 翠星のガルガンティア 〜めぐる航路、遥か〜（2013年） - 原画（前編）[注釈 39]
- 宇宙キャンパー/チッチ（2022年） - 原画指導[注釈 41]

#### 配信アニメ
- チルドレン・オブ・イーサ (Children of Ether) (2017) - 原画[95]
- ブレードランナー ブラックアウト2022（2017年） - 原画、撮影協力

#### ゲーム
- ポポロクロイス物語（1996年、PlayStation） - 原画
- 攻殻機動隊 GHOST IN THE SHELL（1997年、PlayStation） - 原画、レイアウト

#### CM
- エニックス 冒険活劇ボードゲーム『ドラゴンクエスト デスパレス』（1990） - 原画
- Mobage『マクロスカードファイター』（2014） - 原画[注釈 39]

## 著作物

### 画集
- 磯光雄『電脳コイル 企画書』徳間書店、2008年10月31日。ISBN 978-4-1986-2613-6。
- SFマガジン編集部 編『Sync Future』早川書房、2009年12月10日。ISBN 978-4-1520-9086-7。
  - 飛浩隆『グラン・ヴァカンス 廃園の天使I』とのコラボレーションイラストを収録。
- 磯光雄『磯光雄 ANIMATION WORKS vol.1』スタイル、2017年9月19日。ISBN 978-4-8021-3072-1。
- 磯光雄『磯光雄 ANIMATION WORKS vol.2』スタイル、2018年2月20日。ISBN 978-4-8021-3089-9。
- 磯光雄『磯光雄 ANIMATION WORKS preproduction』スタイル、2023年8月29日。ISBN 978-4-8021-3353-1。

## 受賞歴
- 平成19年度文化庁メディア芸術祭アニメーション部門優秀賞（『電脳コイル』）[96][97]
- 第7回東京アニメアワードTVアニメ部門優秀賞（『電脳コイル』）[98][99]
- 第39回星雲賞メディア部門（『電脳コイル』）[100]
- 第29回日本SF大賞（『電脳コイル』）[101][102]
- 第13回アニメーション神戸賞個人賞[103]